# Topcab
Topcab, ibland skrivet TOPCAB, är ett svenskt taxibolag grundat 1985. Topcab är mest etablerat i Stockholms län, men har sedan 2016 etablerat sig i Göteborg.
I Skåne marknadsförs samma företagsprofil under namnet Taxi Skåne.